# 증평중학교
증평중학교(曾坪中學校)는 대한민국 충청북도 증평군 증평읍 증천리에 있는 공립 중학교이다.

## 학교 연혁
- 1946년 8월 31일 : 박승범 초대 교장 취임
- 1946년 10월 7일 : 증평중학교 개교(6학급)
- 1974년 7월 29일 : 후관 신축
- 1996년 10월 6일 : 다목적 강당 신축(청운관)
- 2002년 4월 20일 : 자연사 과학관 개관
- 2010년 3월 1일 : 20학급 인가
- 2011년 11월 21일 : 학교 급식소 증축
- 2014년 8월 16일 : 그린스쿨 완공
- 2014년 9월 1일 : 선진형 교과교실제 운영
- 2023년 9월 1일 : 제27대 연동열 교장 부임
- 2024년 1월 4일 : 제76회 졸업식(145명, 연인원 17,175명)
- 2024년 3월 4일 : 신입생 139명 입학(6학급)

## 참고 자료
- 증평중학교 - 한국교육학술정보원 학교알리미